# Audiologie
Audiologie se zabývá studiem normálního i poškozeného sluchu a je představitelem vědních oborů, které leží na rozhraní mezi vědami biologickými a technickými. Jeden ze zakladatelů tohoto oboru, nositel Nobelovy ceny za objevy v oblasti fyziologie a patofyziologie slyšení, Georg von Békésy, byl původem elektroinženýr.